# Марфинская волость (Усманский уезд)
Марфинская во́лость — административно-территориальная единица Усманского уезда Тамбовской губернии с центром в селе Марфино.

## История
Волость образована после реформы 1861 года.
Волостное управление на основании Общего положения о крестьянах 1861 года составляли:
1. Волостной сход;
2. Волостной старшина с волостным правлением;
3. Волостной крестьянский суд.

Упразднена в 1880-е годы и вошла  в состав Березнеговатской волости Усманского уезда.

## География
Волость расположена в центральной части Усманского уезда. Волостной центр находился в 40 верстах от г. Усмани.

## Состав волости
Состояла из 7 сельских обществ:

## Приход
Приход церкви во имя Архистратига Михаила в с. Березнеговатка. Приход открыт в 1782 году. Церковь каменная построена в 1813 году на средства прихожан. В приходе две деревни: Марфино (Бунино) и Марфино (Москва).

## Население
1880—1432 человек
Основная масса населения — крестьяне бывшие крепостные.